# Alfred Pochopień
Alfred Tomasz Pochopień (ur. 19 kwietnia 1917 w Zabrzu, zm. 7 listopada 1951 w Nowym Bytomiu (w rzeczywistości w Bielszowicach) – polski piłkarz, napastnik.
Był piłkarzem AKS Chorzów. W reprezentacji Polski wystąpił tylko raz, w rozegranym 4 czerwca 1939 spotkaniu ze Szwajcarią, które Polska zremisowała 1:1.